# Glaresis orientalis
Glaresis orientalis is een keversoort uit de familie Glaresidae. De wetenschappelijke naam van de soort is voor het eerst geldig gepubliceerd in 1976 door Medvedev.